# Aluniș (Mureș)
Aluniș [aluˈniʃ] (veraltet Maieru; deutsch Haseldorf, ungarisch Magyaró) ist eine Gemeinde im Kreis Mureș in der Region Siebenbürgen in Rumänien.
Der Ort Aluniș ist auch unter den veralteten Bezeichnungen Măierău, Maierău, und Muierău, und der deutschen Monja bekannt.

## Geographische Lage

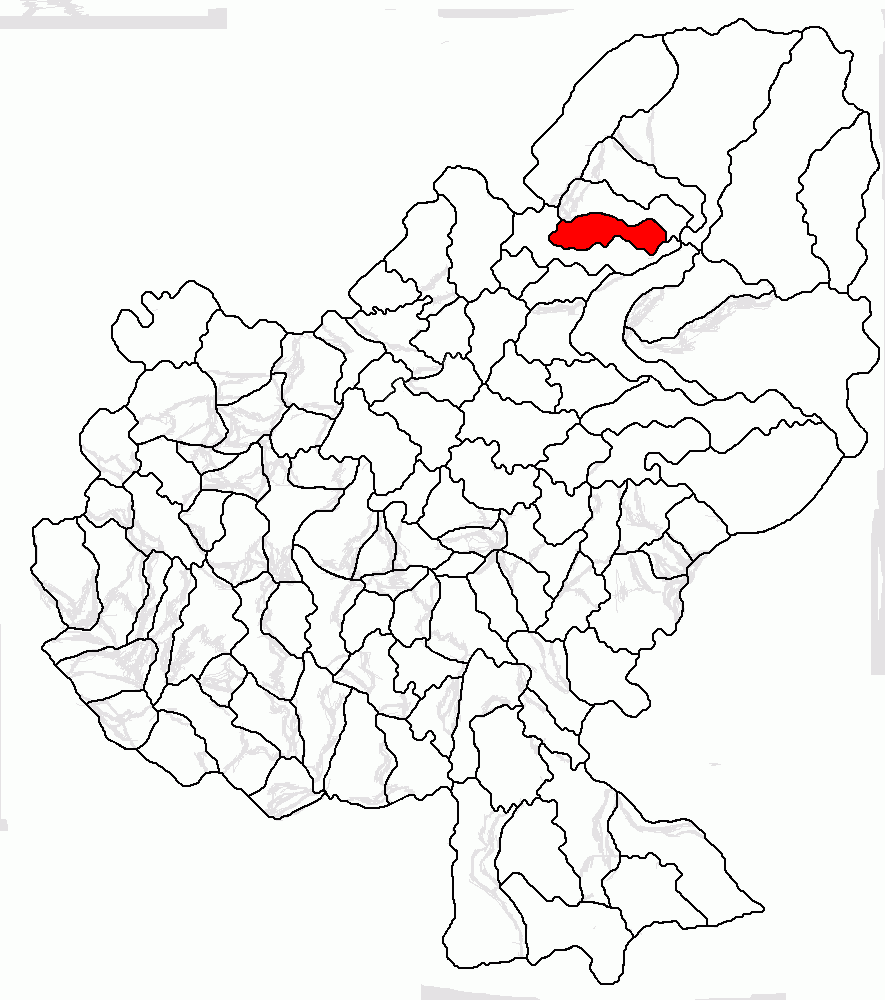
Lage der Gemeinde Aluniș im Kreis Mureș

Die Gemeinde Aluniș liegt im Miereschtal im nördlichen Teil des Siebenbürgischen Beckens westlich des Gurghiu-Gebirges (Munții Gurghiu). Am Oberlauf des Mureș (Mieresch), der Kreisstraße (Drum județean) DJ 154A und der Bahnstrecke Târgu Mureș–Deda–Gheorgheni liegt der Ort 18 Kilometer nordöstlich von der Stadt Reghin (Sächsisch-Regen) und etwa 50 Kilometer nordöstlich von der Kreishauptstadt Târgu Mureș (Neumarkt am Mieresch) entfernt. Die zwei eingemeindeten Dörfer liegen vier beziehungsweise drei Kilometer vom Gemeindezentrum entfernt.

## Geschichte
Der Ort Aluniș wurde erstmals (nach unterschiedlichen Angaben) 1220 oder 1228 urkundlich erwähnt.
Auf eine Besiedlung der Region in der Römerzeit, deuten archäologische Funde auf dem Berg Dealul Cetății (ungarisch Várbérc). Einige der Funde auf dem Areal des Dorfes wurden der Jungsteinzeit zugeteilt.
Im Königreich Ungarn gehörte die heutige Gemeinde dem Stuhlbezirk Régen felső (Ober-Regen) im Komitat Maros-Torda, anschließend dem historischen Kreis Mureș und ab 1950 dem heutigen Kreis Mureș an.
Die Salzwasserquellen auf dem Areal des eingemeindeten Dorfes Lunca Mureșului (deutsch Holten; ungarisch Holtmaros) wurden vernachlässigt, sodass das ehemalige Salzbad des Ortes aufgegeben wurde und nur noch eine kleinere Quelle erhalten ist.

## Bevölkerung
Die Bevölkerung der Gemeinde Aluniș entwickelte sich wie folgt:
| 1850 | 1.917 | 435 | 1.230 | 16 | 236            |
| 1930 | 3.688 | 755 | 2.757 | 2  | 156            |
| 1977 | 4.147 | 886 | 3.143 | 4  | 114            |
| 2002 | 3.300 | 524 | 2.383 | -  | 393            |
| 2011 | 3.236 | 422 | 2.177 | -  | 637            |
| 2021 | 3.058 | 562 | 1.941 | -  | 555 (505 Roma) |

Seit 1850 wurde auf dem Gebiet der heutigen Gemeinde die höchste Einwohnerzahl und auch gleichzeitig die der Rumänen und Magyaren 1977 registriert. Die höchste Anzahl der Roma (589) wurde 2011 und die der Rumäniendeutschen (16) 1850 ermittelt.
Die Hauptbeschäftigung der Bevölkerung ist die Landwirtschaft und die Holzverarbeitung.

## Sehenswürdigkeiten
- Im Gemeindezentrum, die reformierte Kirche im 14. Jahrhundert errichtet wurde letztens 1975 erneuert[9] und die orthodoxe Kirche Sfinții Arhangheli Mihail și Gavriil[10] 1824 errichtet, steht an Stelle einer abgebrannten Holzkirche.[5]
- Im eingemeindeten Dorf Lunca Mureșului, die reformierte Kirche 1876 errichtet.[11]

## Persönlichkeiten
- Ödön Tömösváry (1852–1884), war Zoologe[12]
- Attila Palkó (1922–2012), war Historiker, Archäologe und ethnographischer Schriftsteller.[13]
- Ferenc Vajda (* 1936), Dichter und Herausgeber[14]